# Waverly (Virginie)
Pour les articles homonymes, voir Waverly.
Waverly est une municipalité américaine située dans le comté de Sussex en Virginie. Selon le recensement de 2010, Waverly compte 2 149 habitants.

## Géographie
Waverly est desservie par l'U.S. Route 460. La municipalité s'étend sur 3,08 milles carrés (7,98 km2).

## Histoire
Waverly est fondée en 1854, en tant que gare sur le trajet du Norfolk and Petersburg Railroad. Elle est nommée par William et Otelia Mahone, dirigeants du chemin de fer, en référence au roman Waverley de Walter Scott,.
Le bourg acquiert le statut de municipalité en 1879 et devient rapidement le centre industriel et commercial du comté. En 1904, une partie du centre-ville est détruite par un incendie et reconstruite en brique. Le centre historique de Waverly, qui comprend une cinquantaine de bâtiments construits autour dans la gare, est inscrit au Registre national des lieux historiques.

## Démographie
Lors du recensement de 2010, la population de Waverly est composée à 65 % d'Afro-Américains et à 30 % de Blancs.